# Crecente
Crecente és un municipi de la província de Pontevedra a Galícia. Pertany a la Comarca da Paradanta. Limita amb els municipis d'Arbo, A Cañiza, Melón, A Arnoia, Cortegada, Pontedeva i Padrenda, i amb Portugal.
| 5.247 | 5.317 | 5.584 | 4.432 | 2.756 |
| Fonts: INE i IGE (Els criteris de registre censal variaren i les dades de l'INE i de l'IGE poden no coincidir.) |       |       |       |       |

## Parròquies
Albeos (San Xoán), A Ameixeira (San Bernabeu), Angudes (San Xoán), Crecente (San Pedro), Filgueira (San Pedro), O Freixo (San Roque), Quintela (San Caetano), Rebordechán (Santa María), Ribeira (Santa Mariña), Sendelle (Santa Cruz) y Vilar (San Xorxe).
ALBEOS (San Xoán): San Xoán de Albeos és una parròquia que es localitza al sud del consell de Crecente a la comarca da Paradanta. Segons el padró municipal del 2004 tenia 612 habitants (307 dones i 305 homes), distribuïts en 25 entitats de població, fet que significa una disminució en relació amb l'any 1999 quan tenia 676 habitants.
Història.- És la parròquia natal de San Paio, nebot del bisbe de Tui Hermixio, que fou raptat per Abderramán III l'any 920. En la seva memòria va erigir-se el mosteiro románico de San Paio, del qual es conserven algunes ruïnes.
Ruïnes del mosteiro de San Paio de Albeos
Altres.- A San Xuán de Albeos va nàixer Esperanza Vives Frasés, feu estudis de Ciències Econòmiques a la Universitat de València, després feu estudis d'arte a Alemanya, especialment de gravat, és també escriptora, té la residència a València, així com a la població del seu llinatge, Ondara-Dénia (la Marina Alta, Alacant).